# Galactus

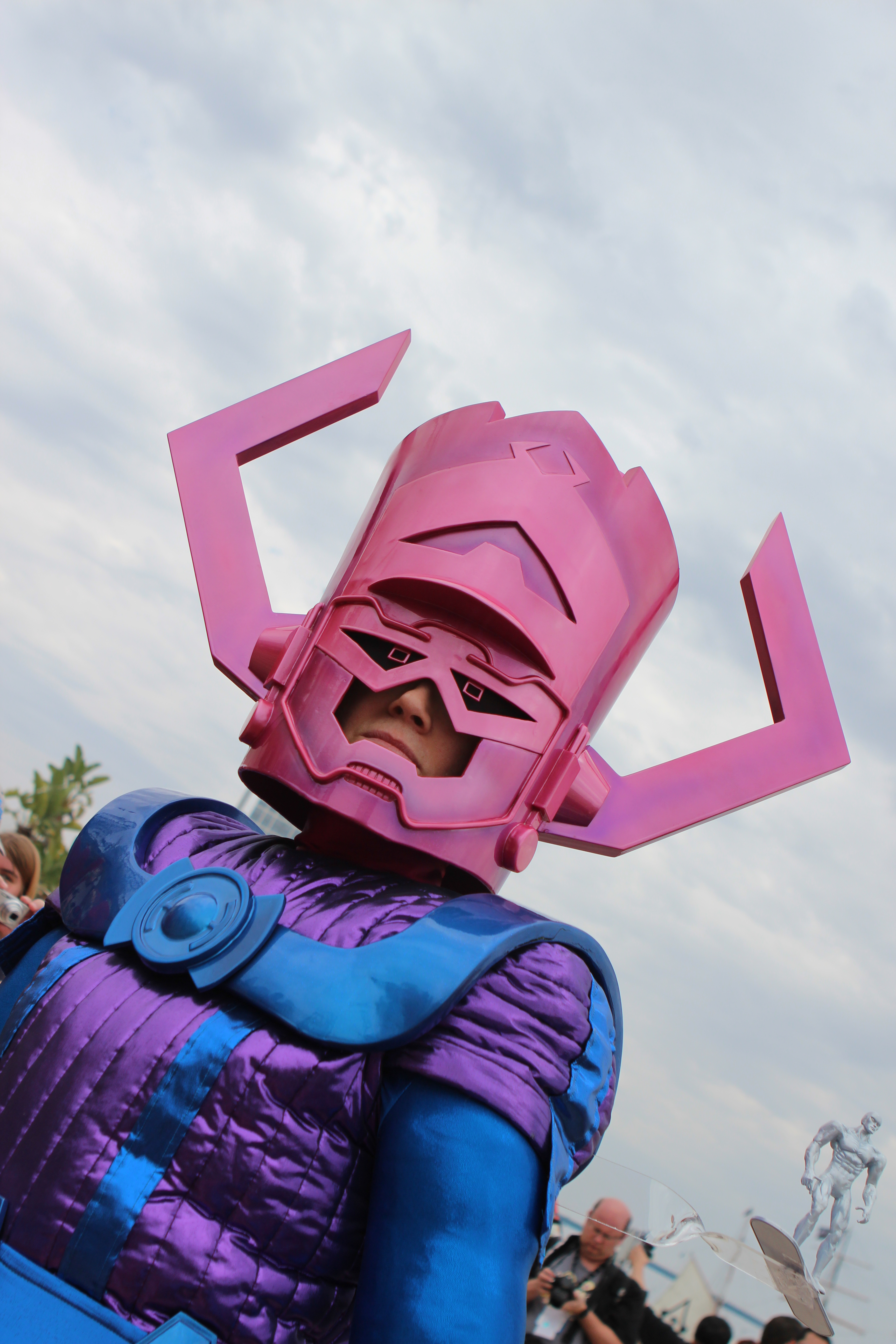
Galactus

Galactus je fiktivní postava objevující se v amerických komiksových knihách publikovaných studiem Marvel Comics. Původně smrtelný muž, Galactus je kosmická entita, která originálně konzumovala planety, aby si udržela svou životní sílu a slouží jako postava, pomáhající udržet primátní kontinuitu příběhů Marvel. Galactus byl stvořen Stanem Lee a Jackem Kirbym a poprvé se objevil v komiksové knize Fantastic Four #48, publikované v březnu roku 1966.
Lee a Kirby chtěli představit charakter, který se odtrhl od archetypu standardního padoucha. Když se poprvé objevil, byl Galaktus zobrazen jako božská postava, která se živí odčerpáváním energie z živých planet a funguje bez ohledu na morálku a soudy smrtelných bytostí. Galactus nejdříve existoval jako vesmírný průzkumník Galan, který získal kosmické schopnosti míjením blízké hvězdy, ale spisovatel Mark Gruenwald dále rozvíjel původ charakteru, přičemž odhalil, že Galan žil během předchozího vesmíru, který existoval před velkým třeskem, jímž byl stvořen vesmír současný. Jak Galanův vesmír skončil, Galan se spojil s "Vědomím vesmíru", aby se stal Galactem, entitou, která má takovou kosmickou sílu, že vyžaduje pohlcování celých planet k udržení své existence. Další materiál, napsaný Johnem Byrnem, Jimem Starlinem, and Louisem Simonsonem prozkoumal roli a účel Galacta v Marvelském vesmíru a provedl postavu tématy genocidy, etiky a přirozené či nezbytné existence. Galactus je často doprovázen heroldem (jako např. Silver Surfer), a objevuje se v hlavních i vedlejších rolích buď jako antagonista, nebo protagonista. Od debutu ve Stříbrném věku komiksů hrál Galactus roli ve více než pěti desetiletích Marvelské komunity.

## Historie publikace
Postava, vytvořená spisovatelem a editorem Stanem Lee a umělcem Jackem Kirbym, měla debut v komiksu Fantastic Four #48 (březen 1966, první ze tří vydání později známých jako "Galactus Trilogy").